# Campionati mondiali di pentathlon moderno 2005
I campionati mondiali di pentathlon moderno 2005 si sono svolti a Varsavia, in Polonia, dove si sono disputate le gare maschili e femminili, individuali ed a squadre.

## Risultati

### Maschili
| Evento              | Oro                                                     | Argento                                                  | Bronzo                                                 |
| Individuale         | Qian Zhenhua                                            | Aleksej Turkin                                           | Andrej Moiseev                                         |
| A squadre           | Russia Aleksej Turkin Andrej Moiseev Rustem Sabirchuzin | Rep. Ceca Libor Capalini Michal Michalík Michal Sedlecký | Germania Sebastian Dietz Steffen Gebhardt Eric Walther |
| Staffetta a squadre | Ungheria Ákos Kállai Sándor Fülep Viktor Horváth        | Russia Aleksej Turkin Rustem Sabirchuzin Pavel Sazonov   | Rep. Ceca Libor Capalini Michal Michalík David Svoboda |

### Femminili
| Evento              | Oro                                                               | Argento                                                    | Bronzo                                                     |
| Individuale         | Claudia Corsini                                                   | Zsuzsanna Vörös                                            | Jeļena Rubļevska                                           |
| A squadre           | Russia Ljudmila Sirotkina Tat'jana Muratova Evdokija Grečišnikova | Ungheria Zsuzsanna Vörös Adrienn Szathmáry Csilla Füri     | Polonia Edyta Małoszyc Paulina Boenisz Sylwia Czwojdzińska |
| Staffetta a squadre | Germania Kim Raisner Lena Schöneborn Elena Reiche                 | Russia Tat'jana Muratova Ljudmila Sirotkina Olesja Veličko | Italia Claudia Corsini Sara Bertoli Alessia Pieretti       |

## Medagliere
| Posizione | Paese     |   |   |   | Totale |
| --------- | --------- | - | - | - | ------ |
| 1         | Russia    | 2 | 3 | 1 | 6      |
| 2         | Ungheria  | 1 | 2 | 0 | 3      |
| 3         | Germania  | 1 | 0 | 1 | 2      |
| 3         | Italia    | 1 | 0 | 1 | 2      |
| 5         | Cina      | 1 | 0 | 0 | 1      |
| 6         | Rep. Ceca | 0 | 1 | 1 | 2      |
| 7         | Lettonia  | 0 | 0 | 1 | 1      |
| 7         | Polonia   | 0 | 0 | 1 | 1      |
| Totale    | Totale    | 6 | 6 | 6 | 18     |